# Dimaquero
O Dimaquero (em latim: Dimachaerus; plural: Dimachaeri) era uma categoria (armaturae) de gladiador do Império Romano que empunhava duas espadas no combate. A sua existência é controversa, dado que, dentre a pluralidade de representações pictóricas de gladiadores, muito poucas são as que retratam combatentes munidos de duas espadas curtas (gládios) ou duas sicas de lâmina curva, ao estilo dos trácios.
No entanto, a pospelo das dúvidas de alguns académicos, de acordo com Éric Teyssier, bem como doutros historiadores, o dimaquero não será meramente um gladiador, de uma qualquer outra classe, armado com duas espadas, mas antes uma categoria própria de gladiador, cuja denominação terá variado e evoluído ao longo dos tempos.

## Etimologia
O seu nome significa literalmente "o que leva duas espadas" ("di" - duas- + "machaerus" - "macaira"; espada-).

## Equipamento
As representações dos dimaqueros e do seu respectivo equipamento variam muito conforme as fontes pictóricas, pelo que é difícil precisar, com rigor, a uniformidade com que andavam equipados. Nalgumas fontes pictóricas, figuram com uma armadura mínima e ligeira, que se resumia ao bálteo (uma variedade de cinto, diferente do cingulum), algumas faixas de tecido ou coiro (as chamadas fascies) e o ''subligaculum'' (o "subligar", uma espécie de calções curtos, usados para proteger os órgãos sexuais). Noutras fontes, aparecem representados tão-somente com o subligar vestido e mais nada. Nestas representações dos dimaqueros, em que o usavam equipamento muito simples e ligeiro, geralmente nem sequer usavam capacete e combatem descalços.
Noutras representações, todavia, surgem mais couraçados, equipados com lorigas, cotas de malha, grevas, com fascies nas pernas e coxas e até usavam elmos que ocultavam a cara inteira, à guisa daqueles com que os secutores se encasquetavam.
É erróneo, portanto, propalar a ideia de que os dimaqueros tinham um equipamento uniforme ou semelhante entre si, porque não parece haver muita coincidência dentre as fontes históricas disponíveis, que aponte nesse sentido.
O único elemento garantidamente emblemático e distintivo, que funciona como denominador comum, dentre as muitas variedades diferentes de dimaqueros, que vai assomando nas diferentes representações pictóricas, são as duas espadas curtas ou adagas, que dão nome a esta categoria de gladiador.
O elemento mais característico destes gladiadores era o uso simultaneo dessas duas armas, comummente dois gladios ou duas adagas (se bem que também poderiam ser outras combinações de armas, por exemplo uma adaga e um arbelo, como depois se explicará infra), uma em cada mão. Isto permitia-lhes encetar ataques mais rápidos, mercê do peso reduzido do equipamento que levavam.
Há autores, como Harold Johnston, que defendem que os dimaqueros não eram, deveras, uma categoria autónoma de gladiador, tratando-se em vez disso de uma sub-disciplina, uma "escola gladiatória", dentro das outras categorias de gladiadores ou até uma categoria mista, que conjugava diferentes disciplinas.
No final do Império, surgiram muitas sub-disciplinas novas e inovadoras dentro das diferentes categorias de gladiadores, pelo que é possível que o dimaquero seja mais uma dentre elas.

## Estilo de combate
Os dimaqueros estavam fundamentalmente equipados para o combate à queima-roupa, o armamento de que dispunham não lhes permitia impor distanciamento sobre o adversário. Empunhavam duas sicas ou gládios e empregavam um estilo de combate adaptado para, além de atacar, conseguirem defender-se com elas, visto que não estavam munidos de escudo com que se pudessem adargar. 
Pouco mais se sabe a respeito desta categoria gladiatória, no entanto, dada a dificuldade de combater brandindo duas espadas, infere-se que os dimaqueros deveriam ser ambidestros ou guerreiros muito habilidosos e escanados nas lides da arena, pelo que isso terá confluido para que fossem celebrados como se fossem uma categoria própria de gladiador.

## Adversários típicos
Eram inimigos dos secutores e reciários. Dado o seu estilo de combate e de equipamento, os dimaqueros eram ideais para defrontar adversários de armadura pesada, sendo certo que também poderiam lidar com outros dimaqueros. 
 

Há registos expressivos de combates entre dimaqueros e hoplómacos, bem como contra uma outra categoria de gladiador chamada oplomaco, que, de acordo com Justo Lípsio, será, presuntivamente, uma putativa variante da categoria gladiatória dos samnitas.

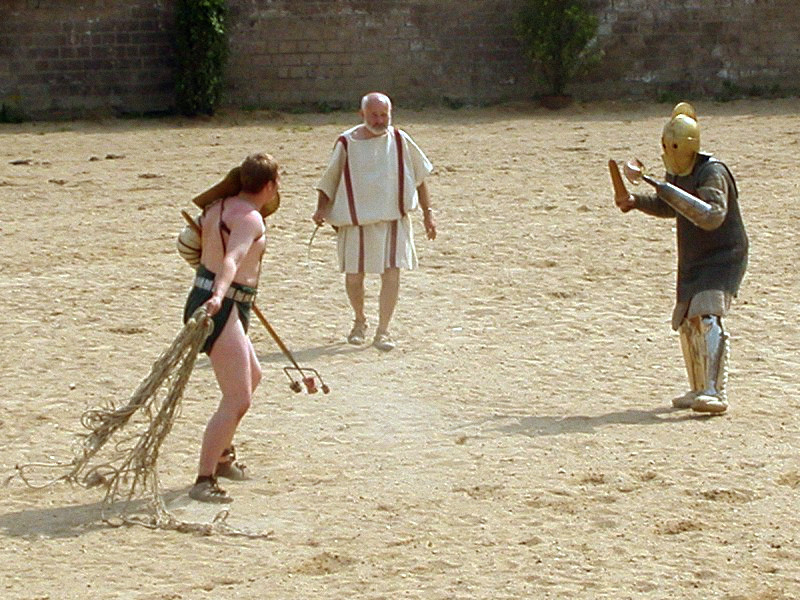
Reencenação de um combate entre um reciário (esquerda) e um dimaquero/arbelas (direita).

Louis Robert, epigrafista e numismata francês do século XX, coligiu, a partir da década de 40 do século passado, numerosos documentos epigráficos e iconográficos relativos aos gladiadores e ao mundo grego do Império Romano do Oriente.
Segundo Louis Robert, o dimaquero era um gladiador "anti-reciário". Efectivamente, perlustrando o corpo documental da obra de Louis Robert, descobrem-se exemplares de baixos-relevos em que dimaqueros se digladiam contra reciários.
Há autores que sustentam que o dimaquero era ideal para combater contra o reciário, porque as adagas são perfeitas para cortar a rede do reciário. Há outros autores, todavia, que advogam que não se tratará propriamente de uma questão de o dimaquero ser o tipo de gladiador ideal para combater com o reciário, mas antes de ser o tipo de gladiador que torna os combates com os reciários mais espectaculares e empolgantes para o público.
Os combates até à morte eram raros, porque pressupunham um prejuízo muito significativo para o lanista. A solução passava, portanto, por limitar os golpes letais e em maximizar golpes mais sangrentos, mas benignos, a fim de exaltar o público, sem correr grandes riscos para os gladiadores. Por conseguinte, apostava-se mais no aspecto cortante das armas, do que no aspecto perfurante. As espadas curtas do dimaquero cumprem essa função na perfeição.

## História
Os dimaqueros conheceram maior popularidade durante os séculos II a IV a.C, gozando de fama de insídiosos (traiçoeiros), entre os romanos. Os registos, tanto escritos como pictóricos, que chegaram até nós, a respeito desta categoria de gladiador, pecam por exiguos e ambiguos. Foi encontrada uma inscrição em Lyon, França, que faz menção desta categoria de gladiador, se bem que grafada como dymacherus.

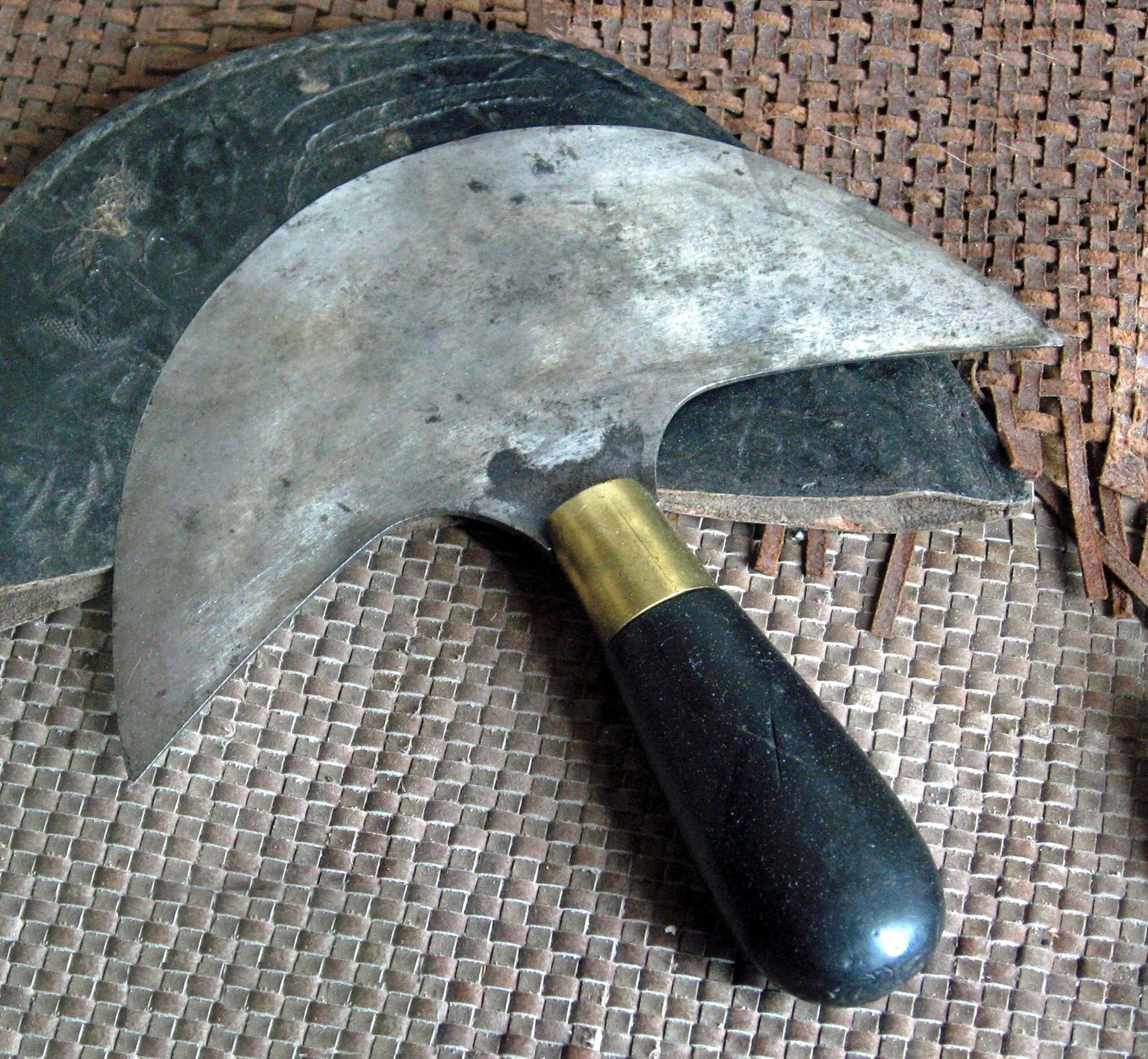
Arbelos, facas semicirculares usadas em curtumes. Era a arma empunhada pelos Arbelas

### Os três nomes dos dimaqueros
Segundo Artemidoro de Daldis, as donzelas romanas que sonhassem com gladiadores pressagiavam os seus futuros maridos. Na sua obra, Onirocrítica (Tratado sobre a Interpretação dos Sonhos), Artemidoro correlaciona os diferentes tipos de armas e equipamentos gladiatórios com a personalidade e a aparência física do suposto futuro marido da donzela sonhadora. Dentre as categorias (armaturae) de gladiadores elencadas (trácio, mirmilão, secutor, reciário, eques, essedário e provocator) remata com o Dimaquero, no final do rol. Esta é uma das poucas fontes escritas, com base nas quais é possível inferir que os dimaqueros se tratavam de uma categoria própria e autónoma de gladiador.  

Sonhar com o dimaquero e com aquele a quem denominam de «arbelas», significa que a donzela se tornará numa bruxa-envenenadora (venéfica) ou volver-se-á perversa ou feia.

Atento o redigido por Artemidoro, o dimaquero e o arbelas serão a mesma categoria de gladiador. A categoria gladiatória dos arbelas é um hapax legómenon, que só aparece nesta obra de Artemidoro.  Há alguns autores que revêem os arbelas em certas representações pictóricas, designadamente baixos-relevos, em que estão ilustrados gladiadores que empunham lâminas curvas em ambas as mãos, a defrontar-se. Acontece, contudo, que há outros autores, ainda, que classificam os gladiadores dessas mesmas representações como scissores (lit. "aqueles que cortam; que retalham; que dilaceram"), que, por sua vez, é outra categoria controversa de gladiadores.

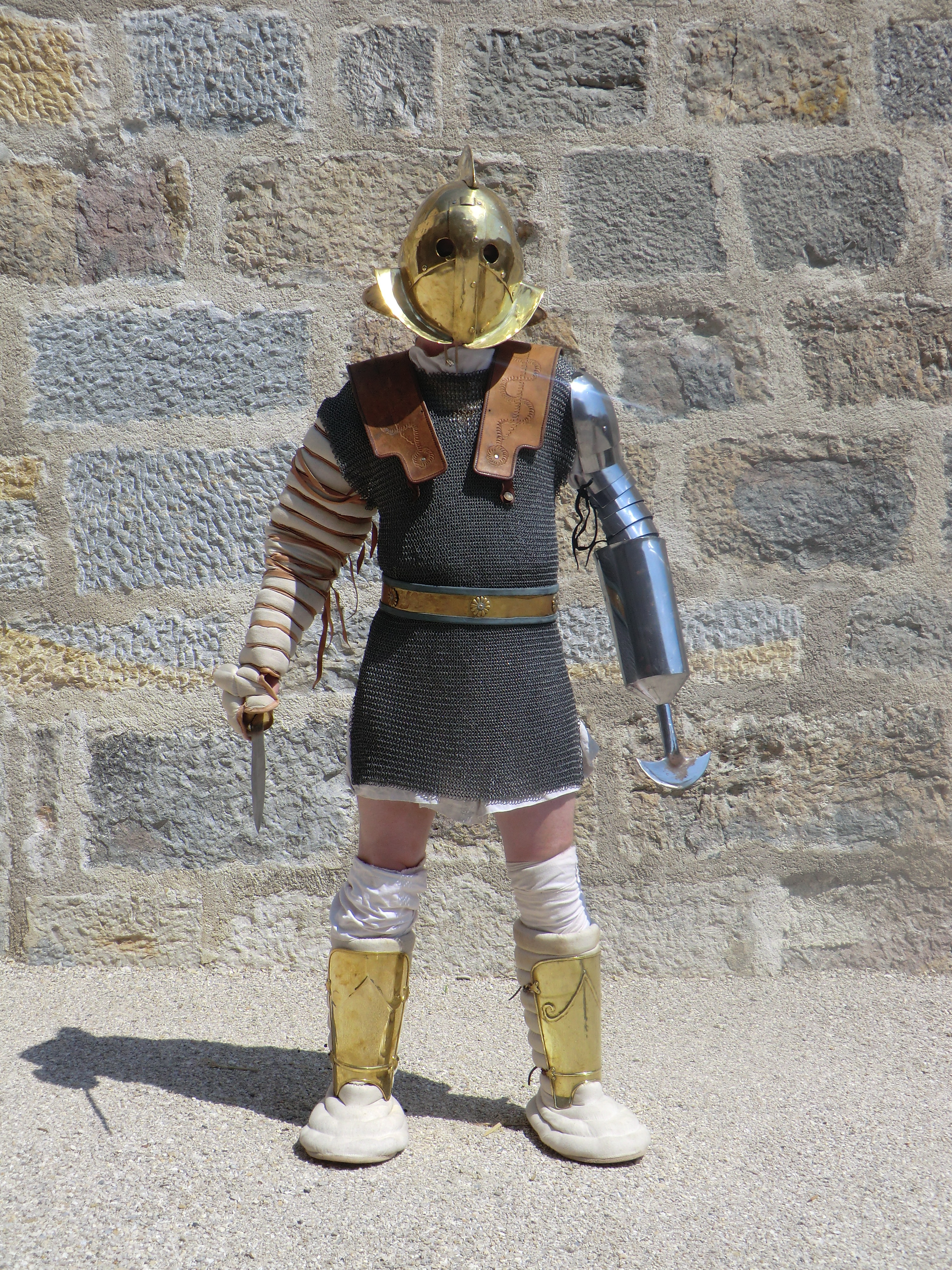
Reconstituição moderna de um scissor dimaquero

Do que respeita à simbologia, é relevante mencionar que as alusões que Artemidoro faz às noções de "perversão" e de "fealdade" associadas ao dimaquero, correlacionam-se, também, com a simbologia associada ao scissor, por sinal uma figura funesta do imaginário romano.
Ademais, atendendo à posição desposada pelo historiador Michael Carter, o arbelas está naturalmente relacionado com o arbelo um instrumento cortante semicircular, usado para curtir peles. Por fim, o arbelas (e, por conseguinte, o dimaquero) é identificado num baixo-relevo que retrata um gladiador que empunha uma adaga numa mão e na outra leva uma manica (um guarda-braço) que remata numa lâmina em meia-lua, semelhante ao utensílio de curtir peles supra referido.
Em derradeira análise e em sentido amplo, sem se ater a uma interpretação demasiado etimológica da palavra "dimaquero", é possível conceber que o dimaquero seja o mesmo que o arbelos e que o scissor, no sentido em que o dimaquero não será estritamente o que porta duas macairas (duas espadas/facas), mas antes duas lâminas. Isto faz especial sentido, se repararmos que o termo "macaira", especialmente no mundo grecófono, de onde o étimo mákhaira proveio, antes de ter sido latinizado pelos romanos, pode conglobar um vasto leque de objectos cortantes, desde facas pequenas, como bisturis, até espadas curtas.
Assim, desta forma, a noção de dimaquero já coincide com a de arbelas e de scissor, que brandiam a adaga e a manica com o arbelo na ponta. Esta tese, da tripla nomenclatura dos dimaqueros, é corroborada por Georges Ville, na sua obra «A gladiatura do Ocidente».

### Cronologia
Éric Teyssier engendrou uma cronologia hipotética sobre a evolução das denominações desta categoria peculiar de gladiador. A categoria denominada scissor surge pouco depois da aparição das primeiras categorias de gladiadores (armaturae) técnicas (o provocador e o mirmilão), por torno de 25 a.C.
É na primeira metade do século I a.C que aquilo a que se designava scissor se começou a chamar dimaquero. Por fim, com a emergência do fenómeno gladiatório no Império do Oriente, o dimaquero acabou por assumir a denominação de arbelas, já na segunda metade do século I a.C, mas apenas na parte oriental e grecófona do Império, na parte ocidental o nome dimaquero manteve-se.
Segundo Teyssier, «todos os baixo-relevos do gladiador com a manica de arbelo, salvo o busto de Onésimo, provém da parte grecófona do Império»
.. 